# Ambud
Ambud (węg. Ombod) – wieś w Rumunii, w okręgu Satu Mare, w gminie Păulești. W 2011 roku liczyła 1056 mieszkańców. 